# Werner Lupberger

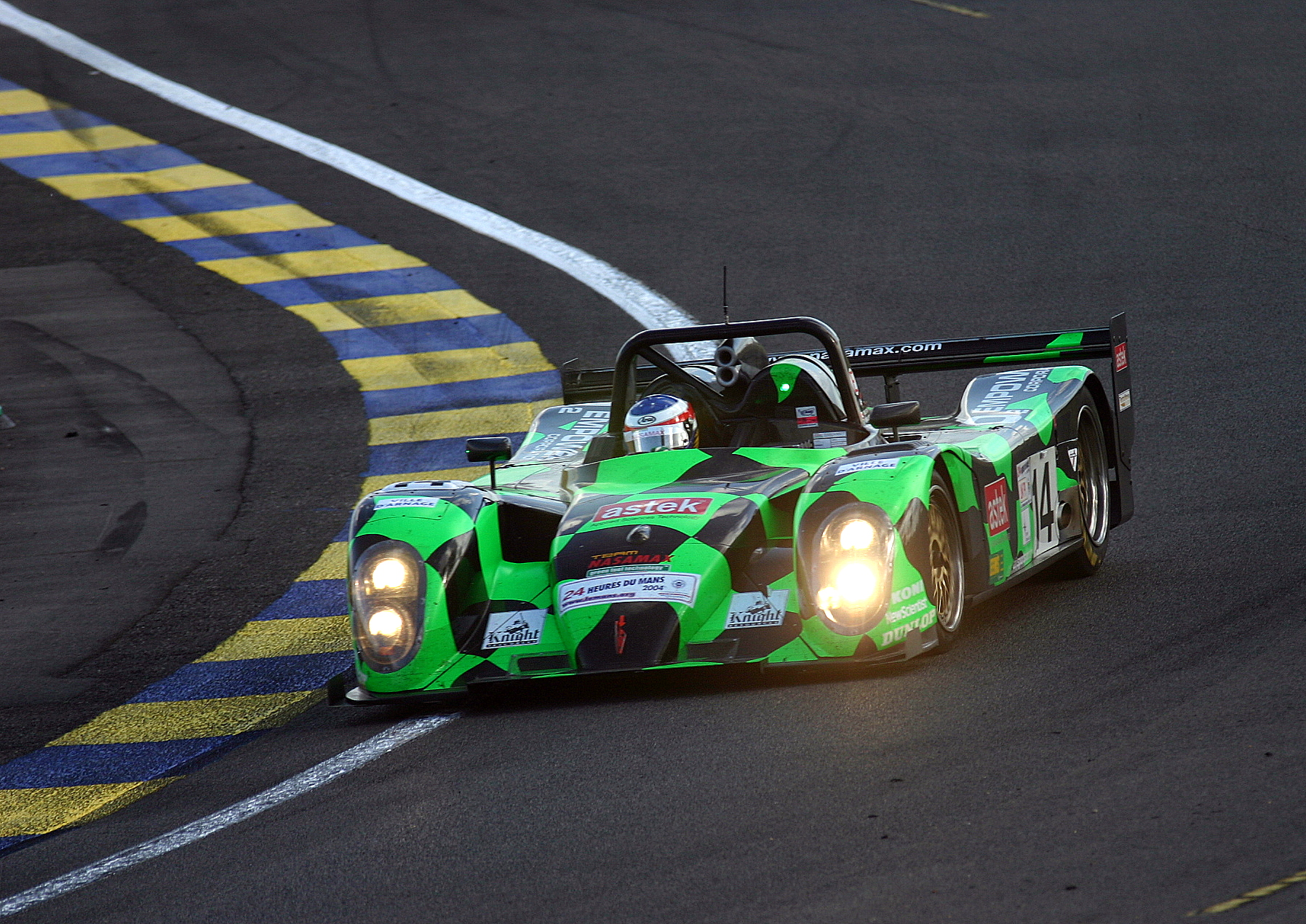
Der Nasamax DM139 von Kevin McGarrity, Werner Lupberger und Robbie Stirling beim 24-Stunden-Rennen von Le Mans 2004

Werner Lupberger (* 15. Dezember 1975 in Pretoria) ist ein ehemaliger südafrikanischer Autorennfahrer.

## Karriere als Rennfahrer
Werner Lupberger kam zu Beginn der 1990er-Jahren nach Europa und bestritt Rennen in der Formel 3 und der Formel 2. Nach ersten Renneinsätzen in der Britischen Formel-3-Meisterschaft wurde er 1996 Gesamtdritter in der britischen Formel-2-Meisterschaft. Es folgten zwei Jahre, 1997 und 1998, in der Internationalen Formel-3000-Meisterschaft und 1999 ein zweiter Endrang hinter Giorgio Vinella in der italienischen Meisterschaft.
Zu Beginn der 2000er-Jahre bestritt Lupberger Sportwagenrennen. Er ging in der American Le Mans Series an den Start, wurde 2004 Gesamtsiebzehnter beim 24-Stunden-Rennen von Le Mans und 2002 27. beim 12-Stunden-Rennen von Sebring.

## Statistik

### Le-Mans-Ergebnisse
| Jahr | Team         | Fahrzeug      | Teamkollege     | Teamkollege     | Platzierung | Ausfallgrund |
| ---- | ------------ | ------------- | --------------- | --------------- | ----------- | ------------ |
| 2001 | Ascari Cars  | Ascari A410   | Ben Collins     | Harri Toivonen  | Ausfall     | Benzinpumpe  |
| 2002 | Ascari Cars  | Ascari KZR-1  | Ben Collins     | Timothy Bell    | Ausfall     | Unfall       |
| 2003 | Team Nasamax | Reynard 01Q   | Robbie Stirling | Romain Dumas    | Ausfall     | Feuer        |
| 2004 | Team Nasamax | Nasamax DM139 | Robbie Stirling | Kevin McGarrity | Rang 17     |              |

### Sebring-Ergebnisse
| Jahr | Team        | Fahrzeug     | Teamkollege    | Teamkollege  | Platzierung | Ausfallgrund |
| ---- | ----------- | ------------ | -------------- | ------------ | ----------- | ------------ |
| 2002 | Team Ascari | Ascari KZR-1 | Kristian Kolby | Timothy Bell | Rang 27     |              |